# Hidegszamos
Hidegszamos (románul Someșu Rece) falu Romániában, Erdélyben, Kolozs megyében.

## Nevének említése
1839-ben, 1863-ban, 1890-ben Hideg-Szamos, Hideg-Szomos, Szomesu-rétse, Szomesu-récse, 1850-ben, 1857-ben Hideg Szamos, 1873-ban, 1880-ban Szamos (Hideg-), Szomesu recse, 1920-ban Someșul rece, 1930-ban és 1941-ben Someșul-Rece volt a neve.

## Fekvése
Kolozsvártól 20 km-re nyugatra, Gyalutól 4 km-re délnyugatra, a Hideg-Szamos völgyében, a Gyalui víztározó mellett fekszik.

## Története
Kolozsvár városa 1906-ban a Hideg-Szamos folyó völgyében, Hidegszamosnál építette meg a 21 méter magas gátat, mely mögött napi 50 ezer m³ vízmennyiséget tároltak, a vízerőmű elméletileg 1670 lóerős volt. A város villamosenergia-ellátásában ez az erőmű jelentős szerepet játszott.
A falu a trianoni békeszerződésig Kolozs vármegye Gyalui járásához tartozott.

## Lakossága
1850-ben a 485 fős településnek nem volt magyar lakosa. 1920-ban az 1170 főre duzzadt településen 82 magyar, 2 német és 11 zsidó élt. 
1992-ben 1673 fős lakosságából 2 fő magyar és 6 fő cigány származású élt.
1850-ben a 476 fő ortodox és 9 római katolikus lakta. 1992-ben 1435 ortodox, 3 görögkatolikus, 1 református, 64 baptista és 166 pünkösdista hívő élt a faluban.